# Александровка (Карсунский район)
Александровка — деревня в Карсунском районе Ульяновской области. Входит в состав Горенского сельского поселения.

## География
Расположена в 26 км к западу от районного центра — посёлка Карсун.

## История
Основана, предположительно, после отмены крепостного права (1861) жителями из Беловодья, т. к. в документах ранних лет она не упоминается. 
На 1864 год деревня Александровка, при безъименной речке, по правую сторону на почтовом тракте из. г. Симбирска в г. Москву, входила во 2-й стан Карсунский уезд Симбирская губерния. В 157 дворах жило: 628 мужчин и 641 женщина. 
В 1897 году в деревне Александровка (Хвостиха) в 36 дворах жило 237 человек.
В 1913 году в деревне Александровка (Хвостиха) было 50 дворов с населением 333 человек, входила в Горинскую волость Карсунского уезда.. 
С 1918 года в деревне был создан сельсовет, который вошёл в состав Коржевской волости.
В 1924 году деревня Александровка в Беловодском сельсовете в составе Коржевской волости Карсунского уезда. 
В 1996 году — 34 человек, русские. А в 2010 году зафиксировано всего 3 постоянных жителя. Отделение колхоза «Пятилетка» (СПК «Сура»).

## Население
| 2010 |
| ---- |
| 0    |